# NGC 2336
NGC 2336 is een balkspiraalstelsel in het sterrenbeeld Giraffe. Het hemelobject werd in 1877 ontdekt door de Duitse astronoom Ernst Wilhelm Leberecht Tempel. Het bevindt zich in de buurt van NGC 2336A.

## Synoniemen
- UGC 3809
- IRAS07184+8016
- MCG 13-6-6
- ZWG 349.4
- ZWG 348.34
- KCPG 132A
- PGC 21033